# سوبك حتب الخامس
الملك سوبك حتب الخامس والاسم الملكي خع عنخ رع أحد ملوك الأسرة الثالثة عشر تولى الحكم بعد وفاة الملك سوبك حتب الرابع ويعتقد أنّه كان شريكا له في الحكم لوجود جعران عليه نقش باسميهما.
وتوجد للملك سوبك حتب الخامس عدة آثار معظمها يوجد في المتاحف الأوروبية، فقد عثر له على مائدة قربان من الجرانيت مهداة إلى الإله مين ومنقوش عليها ألقاب سوبك حتب وتوجد بمتحف ليدن، كما عثر له في طيبة على قاعدة تمثال صغير من الجرانيت الأسود، ومقصورة في أبيدوس تبقى منها بعض القطع المحفوظة بمتحف اللوفر، ويوجد أيضا بمتحف اللوفر لوحة اكتشفت في قفط من الحجر الرملي عليها نقش يوضح اسم الزوجة الملكية للملك سوبك حتب الخامس وتدعى نب ام حات واسم ابنته الملكية وتدعى سبك ام حاب.